# Serguei Semak
Serguei Bogdànovitx Semak (27 de febrer de 1976, Sitxànskie, Rússia), és un jugador de futbol rus. Actualment juga al FC Rubin Kazan de la Russian Premier League com a davanter amb el dorsal 7.

## Biografia
Semak començà la seua carrera professional en el FC Presnya Moscow, en el qual romangué dues temporades, llevat de mig any en el qual jugà en el Karelia Petrozavodsk.
El 1994 fitxa pel CSKA de Moscou. En aquest equip fou un jugador fonamental, i a partir de 1996 es convertí en el capità. Amb aquest club es proclama campió de la Copa de Rússia el 2002. A l'any següent conquista el campionat lliguer. El 2005 guanya una Copa de la UEFA, on el seu equip derrotà al Sporting de Lisboa en la final per tres gols a un, encara que Semak abandonà el club unes setmanes abans i no pogué disputar eixa final. En la seua etapa en el CSKA disputà un total de 272 partits de lliga i marcà 68 gols.
La temporada 2005-06 prova sort en França anant-se'n al Paris Saint-Germain, que pagà per ell 2,5 milions d'euros. Aquest equip el fitxà a en Semak quan anotà els tres gols del partit PSG 1 - 3 CSKA (Lliga de Campions de la UEFA 2004-05). Amb aquest equip guanya una Copa de França.
Regressa al seu país per a jugar amb el FC Moscou, club que va realitzar un desembors d'aproximadament dos milions d'euros per a poder aconseguir els seus serveis. Aconsegueix arribar a la final de la Copa de Rússia el 2007, final que perdé per un gol a zero contra el Lokomotiv de Moscou.
El 2008 fitxa pel seu actual club, el FC Rubin Kazan.

## Internacional
Ha estat internacional amb la selecció de futbol de Rússia en 50 ocasions. El seu debut com internacional es produí el 15 de novembre de 1997 en un partit contra Itàlia en el qual el seu equip caigué derrotat a casa per un gol a zero.
El seleccionador li convocà per a la Copa Mundial de Futbol de Corea i Japó de 2002, encara que finalment no li donà l'oportunitat de debutar en eixe torneig.
Fou convocat per a participar en l'Eurocopa d'Àustria i Suïssa de 2008. En aquesta competició el seu equip realitzà un gran paper arribant a semifinals. Semak fou una peça clau en l'equip, jugant tots els partits del torneig com a titular.